# Alkidamas
Alkidamas z Elei – sofista i retor z IV wieku p.n.e.
Uczeń i kontynuator idei Gorgiasza. Rywalizował z Izokratesem. Uważał, że sofiści
zajmują miejsce pośrednie między filozofami a retorami.